# ムアマドゥ・ディアウ
ムアマドゥ・ディアウ（Mouhamadou Diaw、1981年2月2日 - ）は、セネガル・カオラック出身の
サッカー選手。ポジションはミッドフィールダー。
2009年7月10日、ラ・ヴィトレエンヌFCと契約を結んだ。